# Nais (worm)
Nais is een geslacht van ringwormen (Annelida) uit de familie van de Naididae.

## Soorten
- Nais abissalis Semernoy, 1984
- Nais africana Brinkhurst, 1966
- Nais alpina Sperber, 1948
- Nais andhrensis Naidu & Naidu, 1981
- Nais andina Černosvitov, 1939
- Nais badia Peng, Wang & Cui, 2014
- Nais baicalensis Sokolskaya, 1962
- Nais barbata Müller, 1774
- Nais barua Righi & Hamoui, 2002
- Nais behningi Michaelsen, 1923 = Rivierstroomwormpje
- Nais bicuspidalis Grimm & Fend, 1997
- Nais borutzkii Sokolskaya, 1964
- Nais bretscheri Michaelsen, 1899
- Nais carolina Blanchard, 1849
- Nais christinae Kasprzak, 1973
- Nais communis Piguet, 1906 = Gewoon stroomwormpje
- Nais elinguis Müller, 1774 = Vorktandzwemwormpje
- Nais inflata Liang, 1963
- Nais kisui Sato, Ohtaka & Timm, 2009
- Nais longidentata Cui, He, Peng & Wang, 2015
- Nais magnaseta Harman, 1973
- Nais pardalis Piguet, 1906
- Nais pleomorpha Semernoy, 2004
- Nais pseudobtusa Piguet, 1906 = Beekzwemwormpje
- Nais schubarti Marcus, 1944
- Nais similis Semernoy, 1984
- Nais simplex Piguet, 1906 = Slootzwemwormpje
- Nais sokolskajae Semernoy, 2004
- Nais stolci Hrabĕ, 1981
- Nais tatijanae Semernoy, 1984
- Nais tygrina Isossimov, 1962
- Nais variabilis Piguet, 1906 = Variabel zwemwormpje